# Villasanta
Villasanta – miejscowość i gmina we Włoszech, w regionie Lombardia, w prowincji Monza i Brianza.
Według danych na rok 2004 gminę zamieszkiwały 12 953 osoby, 3238,2 os./km².